# Eagle Eye Art Academy
Eagle Eye Art Academy es una escuela de cine y actuación. Eagle Eye Art Academy, es una institución que busca brindar a la gente amante de las artes, tales como la actuación, danza y canto, un espacio de aprendizaje y desarrollo. La creación de obras de teatro, películas y otras producciones de diversos géneros enfatizadas en el universo del artista. La Academia Eagle Eye Art Academy de Artes Escénicas EEAA es considerada una de las escuelas institucionales de alto rendimiento en el Sur de Estados Unidos. Eagle Eye Art Academy fue constituida como una entidad privada, con el objetivo de crear y capacitar jóvenes que cuenten o poseen la sensibilidad de apreciar una sonrisa y el desafío de iniciar una nueva cultura que proponga como valor primordial la generosidad de la justicia y el amor por medio del arte.

## Fundadores: inicios
En el 2011 el destacado director, actor y productor de cine y televisión Juan Carlos Hernández Nava junto con la conductora y actriz Tatiana Smithhart iniciaron la escuela de actuación; Eagle Eye Art Academy. Eagle Eye Art Academy está estructurada para preparar a los estudiantes para carreras en cine y espectáculo. Actualmente Juan Carlos Hernández Nava se destaca Presidente y Tatiana como la Vicepresienta de dicha institución.

## Escuela
Con el afán de promover la cultura artística y seguir aportando al crecimiento de esta, EEAA tiene como objetivo, capacitar y crear actores, cantantes y bailarines que tengan la oportunidad de desarrollar la profesión artística de manera integral. La escuela está situada en San Antonio, Texas, Estados Unidos. EEAA enseña:
- Actuación
- Teatro
- Dirección
- Producción
- Danza
- Música contemporánea
- Arte de la gestión.

También realiza talleres cada mes con actores de alto renombre de la industria, como artistas en residencia para trabajar con estudiantes en producciones, interpretaciones y ejecuciones.

## Académico
Se considera indispensable que el alumno al ingresar en EEAA pueda lograr una visión global, genérica del primer acercamiento al mundo artístico a través de talleres de lectura, asistencia a espectáculos, obras de teatro, ensayos, grabaciones, filmaciones. De ser posible, elabore un proyecto de investigación con respecto al desarrollo de la cultura artística de la comunidad. "De manera interesante".
El estudiante conocerá una visión general de la disciplina que sirva de preámbulo hacia el inicio de su formación académica. Esto es, una introducción y punto de partida hacia los contenidos programáticos y un primer acercamiento al lenguaje visual y vocal por medio del método de Stanislavsky, para que nos lleven a descubrir las necesidades de la formación del actor y su ubicación en su universo. 
Los contenidos de esta segunda etapa del curso, está enfocado al desarrollo de la creatividad por medio de un entrenamiento intensivo que enfrenta a los ejecutantes al ejercicio continuo de su inteligencia e
imaginación, su memoria emocional y su capacidad de adaptación y comunión, a través de improvisaciones, que incluyen aspectos de información, conocimiento y dominio de esta forma artística; manipulación de elementos
escénicos: vestuario, utilería, escenografía, sin olvidar el trabajo corporal y vocal, que implica su realización: relajación, equilibrio, desplazamientos, sensibilización, manejo de energía, manejo de la voz, dicción, etc.
Todo lo anterior partiendo de los dos lenguajes; Lenguaje visual y lenguaje vocal que para su coordinación, se requiere de un entrenamiento enfocado a la desinhibición corporal y vocal que elimine las tensiones que frecuentemente impiden que se efectúe de manera ágil, fácil y sencilla.
Este objetivo se cumple mediante una etapa de información y entrenamiento sobre ambos lenguajes, a través de los 10 elementos del método de Stanislavsky.
Al finalizar con todos los elementos de la actuación aprendidos, el alumno tendrá la capacidad de poderse enfrentar a un texto, conociendo como puede afrontar a los diferentes personajes, partiendo del conocimiento y dominio de sus capacidades. 
Elalumno dbe ejercitar los elementos y recursos escénicos que aprendió con antelación, por medio del montaje de
una obra corta de teatro moderno y contemporáneo para que estudien con criterio el texto seleccionado. La puesta en escena se realizará en un espacio determinado, en un escenario y frente a un público.
Esta actividad tendrá que proporcionar al alumno, por medio de experiencias directas, un bagaje cultural en el campo del arte dramático, a fin de apoyar su desarrollo académico, al tiempo que se le pone en contacto continuo y directo con la realidad de su momento.
También adquiera bases elementales para emitir juicios de carácter objetivo, por medio de discusiones, confrontación de sus puntos de vista con la crítica especializada y/o teóricos de reconocida capacidad, así como sus compañeros y profesores. 
Al finalizar el curso, el estudiante recibirá su certificado que lo acredita como alumno que terminó satisfactoriamente los tres niveles (cuatro trimestres) del curso en actuación, y le brinda la oportunidad de continuar la especialización, en la disciplina que sea de su preferencia.

## Dirección
La Academia es privilegiadamente dirigida por el honorable Actor Eric del Castillo. Eric del Castillo ha participado en cerca de 300 películas y ha dirigido cinco de ellas. Ha sido autor y adaptador de guiones cinematográficos. Estudió durante un año en el Seminario Mexicano de Misiones Extranjeras el cual abandonó para dedicarse al Arte Dramático para lo cual se traslada a la Ciudad de México en 1955 para estudiar en el Instituto Andrés Soler. Es el padre de la presentadora de Univision
Verónica del Castillo, de la actriz Kate del Castillo.

## Academia

### Misión
La misión de la academia es brindar una oferta educativa de alta calidad, basada en el conocimiento y formación docente que permita el desarrollo integral de los estudiantes, logrando un perfil del egresado, competitivo y comprometido con la sociedad, impulsando las artes y realizando diversas actividades para poder formar y crear artistas con calidad humana impactando nuevas generaciones.

### Visión
La visión de la academia es ser una plataforma educativa para todas aquellas personas que tengan talento para incursionar en el mundo del arte de la comunicación y entretenimiento.

### Objetivo
El objetivo de EEAA es encontrar todas aquellas personas que tienen talento y quieran incursionar en el mundo del entretenimiento, así mismo proporcionar todas las herramientas para que puedan ser exitosos en una carrera profesional dentro de esta industria.

## Entrevistas
- Eagle Eye Art Academy
- Eagle Eye Art Academy -  Eric del Castillo
- Eagle Eye Art Academy - Historia
- Eagle Eye Art Academy - Nuestra primera generación de actores